# Francisco Delgado Serrano
Francisco Delgado Serrano (15 de diciembre de 1887 - Madrid, 5 de septiembre de 1967) fue un militar español, perteneciente al grupo de los conocidos como "africanistas". Participó en la guerra del Rif y en la Guerra Civil Española, con el bando sublevado, alcanzando el rango de teniente general durante la Dictadura franquista.

## Biografía

### Carrera militar
Ingresó a temprana edad en la Academia de Infantería de Toledo, finalizando sus estudios en 1905, cuando tenía 18 años. Participó en las campañas de la Guerra de Marruecos, donde ascendió a comandante por méritos de guerra.

### Guerra civil española
En julio de 1936, ostentaba el rango de teniente coronel y estaba al mando del Grupo de Fuerzas Regulares Alhucemas n.º 5 en el Marruecos español. Implicado en la conspiración militar, fue uno de los oficiales del ejército de África que se sublevaron contra la República. Su unidad fue una de las primeras que se unió a la rebelión militar, aplastando la resistencia de la Base de Hidroaviones del Atalayón –cerca de Melilla–, al mando del comandante Leret Ruiz.
Después de trasladarse a la península, pasó a formar parte de la columna del teniente coronel Juan Yagüe como jefe de la 3.ª Agrupación. Participó en el avance desde Sevilla por tierras de Extremadura y luego por el valle del Tajo, combatiendo hasta llegar a las afueras de Madrid. Durante su avance por Extremadura las fuerzas de Delgado Serrano perpetraron varias masacres contra civiles. Por ejemplo, en la localidad pacense de Azuaga las tropas de Delgado Serrano masacraron a 300 habitantes, en su mayoría campesinos. El 8 de septiembre las fuerzas de Delgado Serrano contactaron en Arenas de San Pedro con efectivos del Ejército del Norte mandado por Mola, lo que supuso la unión de los ejércitos rebeldes que operaban en el Sur y en el Norte. Tras la liberación del Alcázar de Toledo, a mediados de octubre comenzó el lento avance hacia Madrid. La fuerza de ataque estaría compuesta por cinco columnas, una de ellas al mando del coronel Delgado Serrano.
Durante la primera fase de la Batalla de Madrid, la columna de Delgado Serrano quedó situada en reserva. No obstante, hacia el 14 de noviembre, durante la batalla de la Ciudad Universitaria, la columna fue trasladada a primera línea de combate. Tenía como objetivo cruzar la Ciudad Universitaria y avanzar hasta alcanzar la posición de la Cárcel Modelo y posteriormente el Cuartel de la Montaña. Para el 17 de noviembre, habiendo tomado como base de partida el estadio de la Ciudad Universitaria, la columna se había adentrado en la Ciudad Universitaria y se había apoderado de la Fundación del Amo y el Instituto Nacional de Higiene. Sin embargo, Delgado Serrano se encontró una inesperada y poderosa resistencia republicana, y su columna sufrió casi 250 bajas. El propio Delgado Serrano resultó gravemente herido durante las operaciones y tuvo que ser sustituido por el comandante Joaquín Rios Capapé.
Una vez recuperado, y ya con el empleo de coronel, a finales de 1937 es puesto al mando de la 82.ª División, unidad encuadrada en el Cuerpo de Ejército de Galicia. Durante los siguientes meses participaría en las batallas de Teruel, Levante y Ebro. Durante la Batalla del Ebro las fuerzas de Delgado Serrano consiguieron liquidar la bolsa republicana de Fayón-Mequinenza, lo que le valió ser felicitado por el propio Franco. En enero de 1939 la división de Delgado Serrano participó en la Ofensiva de Cataluña.

### Dictadura franquista
Durante la dictadura franquista ocupó diversos puestos: en 1943, durante la Segunda Guerra Mundial, ostentó el rango de general de división y fue nombrado comandante del IX Cuerpo de Ejército, con su puesto de mando en Ceuta; en 1950 ascendió a teniente general y fue nombrado capitán general de la VIII Región Militar, con sede en La Coruña. También fue presidente del Consejo Supremo de Justicia Militar (CSJM) y del Patronato de Huérfanos del Ejército de Tierra.
Falleció en 1967.

## Recompensas
- Cruces de la Orden del Mérito Militar.
- Caballero de la Legión de Honor
- Comendador de la Corona de Italia.